# Jumbo-Visma/2023
Deze pagina geeft een overzicht van de UCI World Tour wielerploeg Jumbo-Visma in 2023.

## Algemeen
Hoofdsponsors: Jumbo Supermarkten, Visma
Algemeen manager: Richard Plugge
Teammanager: Merijn Zeeman
Ploegleiders: Sierk-Jan de Haan, Addy Engels, Mathieu Heijboer, Grischa Niermann, Marc Reef, Arthur van Dongen, Robert Wagner, Maarten Wynants, Frans Maassen

Fietsmerk: Cervélo

## Renners
| Naam                  | Geboortedatum | Nationaliteit       | Ploeg 2022         |
| --------------------- | ------------- | ------------------- | ------------------ |
| Edoardo Affini        | 24-06-1996    | Italië              |                    |
| Tiesj Benoot          | 11-03-1994    | België              |                    |
| Koen Bouwman          | 02-12-1993    | Nederland           |                    |
| Rohan Dennis          | 28-05-1990    | Australië           |                    |
| Tobias Foss           | 25-05-1997    | Noorwegen           |                    |
| Robert Gesink         | 31-05-1986    | Nederland           |                    |
| Thomas Gloag          | 13-09-2001    | Verenigd Koninkrijk | Trinity Racing     |
| Michel Heßmann        | 06-04-2001    | Duitsland           |                    |
| Lennard Hofstede      | 29-12-1994    | Nederland           |                    |
| Wilco Kelderman       | 25-03-1991    | Nederland           | BORA-hansgrohe     |
| Olav Kooij            | 17-10-2001    | Nederland           |                    |
| Steven Kruijswijk     | 07-06-1987    | Nederland           |                    |
| Sepp Kuss             | 13-09-1994    | Verenigde Staten    |                    |
| Christophe Laporte    | 11-12-1992    | Frankrijk           |                    |
| Gijs Leemreize        | 23-10-1999    | Nederland           |                    |
| Sam Oomen             | 15-08-1995    | Nederland           |                    |
| Primož Roglič         | 29-10-1989    | Slovenië            |                    |
| Timo Roosen           | 11-01-1993    | Nederland           |                    |
| Jan Tratnik           | 23-02-1990    | Slovenië            | Bahrain-Victorious |
| Milan Vader           | 18-02-1996    | Nederland           |                    |
| Attila Valter         | 12-06-1998    | Hongarije           | Groupama-FDJ       |
| Wout van Aert         | 15-09-1994    | België              |                    |
| Dylan van Baarle      | 21-05-1992    | Nederland           | INEOS Grenadiers   |
| Tosh Van der Sande    | 28-11-1990    | België              |                    |
| Mick van Dijke        | 15-03-2000    | Nederland           |                    |
| Tim van Dijke         | 15-03-2000    | Nederland           |                    |
| Jos van Emden         | 18-02-1985    | Nederland           |                    |
| Nathan Van Hooydonck* | 12-10-1995    | België              |                    |
| Jonas Vingegaard      | 10-12-1996    | Denemarken          |                    |

* tot 20/9

### Vertrokken
| Naam             | Geboortedatum | Nationaliteit | Ploeg 2023               |
| ---------------- | ------------- | ------------- | ------------------------ |
| David Dekker     | 02-02-1998    | Nederland     | Arkéa-Samsic             |
| Tom Dumoulin     | 11-11-1990    | Nederland     | Gestopt                  |
| Pascal Eenkhoorn | 08-02-1997    | Nederland     | Lotto-Dstny              |
| Chris Harper     | 23-11-1994    | Australië     | Team BikeExchange-Jayco  |
| Mike Teunissen   | 25-08-1992    | Nederland     | Intermarché-Circus-Wanty |

## Overwinningen
| Nationale kampioenschappen wielrennen België - tijdrit: Wout van Aert Hongarije - tijdrit: Attila Valter Hongarije - wegrit: Attila Valter Nederland - tijdrit: Jos van Emden Nederland - wegrit: Dylan van Baarle Europese kampioenschappen Wegwedstrijd: Christophe Laporte Tour Down Under 2e etappe: Rohan Dennis Ronde van Valencia Jongerenklassement: Thomas Gloag O Gran Camiño 2e etappe: Jonas Vingegaard 3e etappe: Jonas Vingegaard 4e etappe: Jonas Vingegaard Eindklassement: Jonas Vingegaard Bergklassement: Jonas Vingegaard Omloop Het Nieuwsblad Dylan van Baarle Kuurne-Brussel-Kuurne Tiesj Benoot Parijs-Nice 3e etappe (TTT): *1) 5e etappe: Olav Kooij Tirreno-Adriatico 4e etappe: Primož Roglič 5e etappe: Primož Roglič 6e etappe: Primož Roglič Eindklassement: Primož Roglič Puntenklassement: Primož Roglič Bergklassement: Primož Roglič Ronde van Drenthe Per Strand Hagenes * Ronde van Catalonië 1e etappe: Primož Roglič 5e etappe: Primož Roglič Eindklassement: Primož Roglič Puntenklassement: Primož Roglič E3 Saxo Classic Wout van Aert | Gent-Wevelgem Christophe Laporte Dwars door Vlaanderen Christophe Laporte Ronde van het Baskenland 3e etappe: Jonas Vingegaard 4e etappe: Jonas Vingegaard 6e etappe: Jonas Vingegaard Eindklassement Jonas Vingegaard Puntenklassement Jonas Vingegaard Vierdaagse van Duinkerke 1e etappe: Olav Kooij 4e etappe: Olav Kooij 5e etappe: Per Strand Hagenes* Puntenklassement: Olav Kooij Ploegenklassement: *2) Ronde van Italië 20e etappe: Primož Roglič Eindklassement: Primož Roglič Heistse Pijl Olav Kooij Critérium du Dauphiné 1e etappe: Christophe Laporte 3e etappe: Christophe Laporte 5e etappe: Jonas Vingegaard 7e etappe: Jonas Vingegaard Eindklassement: Jonas Vingegaard Puntenklassement: Christophe Laporte Ster ZLM Toer 4e etappe: Olav Kooij Eindklassement: Olav Kooij Puntenklassement: Olav Kooij Jongerenklassement: Olav Kooij Ronde van Zwitserland Puntenklassement: Wout van Aert Ronde van Frankrijk 16e etappe: Jonas Vingegaard Eindklassement: Jonas Vingegaard Ploegenklassement: *3) | Ronde van Tsjechië 3e etappe: Johannes Staune-Mittet* Jongerenklassement: Tijmen Graat* Ronde van Polen 4e etappe: Olav Kooij Ronde van Burgos 2e etappe (TTT): *4) 3e etappe: Primož Roglič 5e etappe: Primož Roglič Eindklassement: Primož Roglič Puntenklassement: Primož Roglič Ronde van Spanje 6e etappe: Sepp Kuss 8e etappe: Primož Roglič 13e etappe: Jonas Vingegaard 16e etappe: Jonas Vingegaard 17e etappe: Primož Roglič Eindklassement: Sepp Kuss Ploegenklassement: *5) Ronde van Groot-Brittannië 1e etappe: Olav Kooij 2e etappe: Olav Kooij 3e etappe: Olav Kooij 4e etappe: Olav Kooij 5e etappe: Wout van Aert Eindklassement: Wout van Aert Puntenklassement: Olav Kooij Ronde van Slowakije Bergklassement: Milan Vader Jongerenklassement: Colby Simmons Ronde van Emilia Primož Roglič Coppa Bernocchi Wout van Aert Ronde van het Münsterland Per Strand Hagenes* Ronde van Guangxi 3e etappe: Olav Kooij 4e etappe: Milan Vader |

* Lid van het opleidingsteam
*1) Ploeg Parijs-Nice: Affini, Dennis, Foss, Kooij, Tratnik, Van Hooydonck, Vingegaard
*2) Ploeg Vierdaagse van Duinkerken: Hagenes*, Kooij, Roosen, Van Belle*, Van der Sande, Van Dijke, Van Emden
*3) Ploeg Ronde van Frankrijk: Benoot, van Baerle, Kelderman, Kuss, Laporte, Van Aert, Van Hooydonck, Vingegaard
*4) Ploeg Ronde van Burgos: Affini, Bouwman, Gesink, Leemreize, Roglič, Tratnik, Valter
*5) Ploeg Ronde van Spanje: van Baarle, Gesink, Kelderman, Kuss, Roglič, Tratnik, Valter, Vingegaard
Mannen: 1984 · 1985 · 1986 · 1987 · 1988 · 1989 · 1990 · 1991 · 1992 · 1993 · 1994 · 1995 · 1996 · 1997 · 1998 · 1999 · 2000 · 2001 · 2002 · 2003 · 2004 · 2005 · 2006 · 2007 · 2008 · 2009 · 2010 · 2011 · 2012 · 2013 · 2014 · 2015 · 2016 · 2017 · 2018 · 2019 · 2020 · 2021 · 2022 · 2023 · 2024 · 2025
Lijst van alle renners
Vrouwen: 2021 · 2022 · 2023 · 2024 · 2025
AG2R-Citroën · Alpecin-Deceuninck · Astana Qazaqstan · Bahrain Victorious · BORA-hansgrohe · Cofidis · EF Education-EasyPost · Groupama-FDJ · INEOS Grenadiers · Intermarché-Circus-Wanty  · Jumbo-Visma · Movistar Team · Soudal-Quick Step · Team Arkéa Samsic · Team DSM · Team Jayco AlUla · Trek-Segafredo · UAE Team Emirates